# Игнацијус Куту Ачампонг
Игнацијиус Куту Ачампонг (енгл. Ignatius Kutu Acheampong; Златна обала, 23. септембар 1931 — Акра, 16. јун 1979) био је гански генерал, војни вођа (председник) Гане од 13. јануара 1972. године до 5. јула 1978. године.

## Биографија
Рођен је у хришћанској породици која вуче корене из племена Ашанти. Похађао је католичке школе у регији. Прикључио се војсци Гане 1959. године, и служио у саставу УН-ове мисије током Конгоанске кризе.
Извршио је 1972. године пуч којим је с власти срушен Кофи Бусија, 2. председник Гане, и демократска влада коју је сачињавала Странка напретка.
На власти је био шест година, но иако је провео многе реформе и својој земљи донео добре ствари, током његове владавине корупција је била неизбежна појава, коју се чак потицало. Када се домогао власти, као војни вођа и шеф државе, а не председник, промакнут је у чин генерала. Касније је такође постављен за председника Већа народног искупљења и Врховног војног већа, два војна режима која су постојала током његова времена.
Свргнуо га је Фред Акуфо, 1978. године, с којим ће касније заједно бити погубљен пред стрељачким водом. Након свргавања с власти, био је у кућном притвору, док га Џери Ролингс није дао ухапсити. Стрељан је у 47. години на једном војном вежбалишту у Акри.
По вери је био хришћанин. Био је ожењен Фаустином, а унук му је успешни играч америчког фудбала Чарли Пепра.